# Melba Montgomery

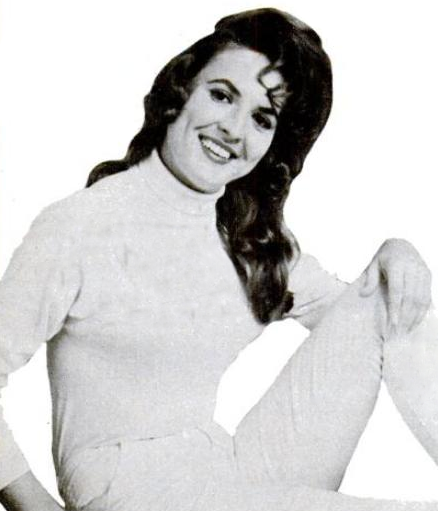
Melba Montgomery, 1967.

Melba Montgomery, född 14 oktober 1938 i Iron City i Lawrence County, Tennessee, död 15 januari 2025 i Nashville, Tennessee,  var en amerikansk countrysångerska och låtskrivare. Montgomery fick skivkontrakt på United Artists Records 1962. Under 1960-talet blev hon känd för flera duetter tillsammans med George Jones. Deras första hit var 1963 års "We Must Have Been Out of Our Minds". På 1970-talet var hon istället duettpartner med Charlie Louvin. Deras största framgång tillsammans var "Something to Brag About". Montgomery fick sin största hit som soloartist 1974 med låten "No Charge". Hon slutade nästan helt ge ut ny musik 1986, men fortsatte däremot arbeta som låtskrivare åt flera artister.